# Friedrich I. (Cilli)
Friedrich I. (* um 1300; † 1359) war geborener Freier von Sanneck und ab 1341 der erste Graf von Cilli. Weiters war er von 1332 bis 1350 Landeshauptmann von Krain und auf der Windischen Mark und von 1337 bis 1352 Vogt von Stift Oberburg.

## Leben
Friedrich war der Sohn des Ulrich von Sanneck († um 1316) und der Gräfin Katharina von Heunburg († nach 1315).
Durch das Erlöschen der Grafen von Heunburg 1322 erwarb er riesige Besitzungen, Burgen und Herrschaften, konnte aber auch durch eigene Zielstrebigkeit und Festigen des Erbes seiner kinderlosen Vatersbrüder Besitz und Ansehen seines Hauses mehren. Von 1332 bis 1350 war er Landeshauptmann von Krain und auf der Windischen Mark und von 1337 bis 1352 auch Vogt von Stift Oberburg. Infolgedessen wurde er am 16. April 1341 zu München von Kaiser Ludwig IV. mit dem Prädikate Graf von Cilli samt seinen Erben und Nachkommen in den Reichsgrafenstand erhoben.
1351 stritt er mit Herdeggen von Pettau um die Burg Katzenstein.
1358 war Friedrich im Auftrag von Herzog Albrecht II. und König Ludwig I. von Ungarn am päpstlichen Hof in Avignon. Mit in seinem Gefolge war damals Johann von Neuberg.

### Fehde um Cilli
Nach den 1322 im Mannesstamm erloschenen Heunburgern fiel u. a. die Hälfte von Cilli (Burg, Markt, Gericht, Vasallen, Hörigen etc.) als Erbteil an Friedrich, während die zweite Hälfte Graf Ulrich V. von Pfannberg erhielt.
Jetzt erhob aber auch Konrad von Auffenstein, Hauptmann und Marschall in Kärnten, Ansprüche an die heunburgische Verlassenschaft und nun geschah es, dass Elisabeth, die als Witwe des letzten Heunburger Grafen Hermann gar keine Erbansprüche zu stellen hatte, gemeinsam mit Ulrich von Pfannberg die Hälfte Friedrichs an Cilli 1323 dem Auffensteiner verpfändete.
Friedrich führte nun lange, aber fruchtlose Verhandlungen mit Konrad um die Rückgabe des Pfandes; der aber hatte es schon in Besitz genommen und wollte es in seinem Expansionsstreben keinesfalls aufgeben. Der Sannecker musste nun um seine Machtstellung im Sanntal fürchten.
Wahrscheinlich erst 1327 kam es nun zu einer mehrjährigen Fehde mit Raub, Brand und Totschlag. Auf Konrads Seite standen Graf Meinhard I. von Ortenburg, Hauptmann in Krain und der Windischen Mark, und sein Sohn Hermann, mit Konrad verschwägert; Friedrich stützte sich auf seinen Schwager Ulrich von Walsee-Graz, Hauptmann von Steiermark.
1330 verpfändete Friedrich alle seine Vesten und Herrschaften um 8000 Mark Pfennige an Ulrich von Walsee und machte ihn damit zum Hauptbeteiligten an der Fehde; Ulrich von Pfannberg hingegen konnte sich aus der Fehde heraushalten.
Ende September 1331 wurde, wohl durch Vermittlung Herzog Ottos von Österreich, Friede geschlossen auf schiedsrichterlichen Ausspruch hin, wonach Konrad gegen Rückerhalt der ursprünglichen Pfandsumme von 250 Mark Silber seine Hälfte von Cilli an Friedrich abtreten musste, was auch 1332 geschah.
Die pfannbergische Hälfte Cillis gelangte wohl 1335 an Friedrich, als Ulrich von Pfannberg Geld für seine bambergischen Herrschaften in Kärnten brauchte; denn 1341 war Friedrich Alleineigentümer von Cilli.

## Nachkommen
Friedrich war verheiratet mit Diemut von Walsee († 1353/57), Tochter von Ulrich I. von Walsee († 1329). Kinder:
- Ulrich I. (* um 1331; † 1368), Graf von Cilli, Hauptmann in Krain, ⚭ Adelheid von Ortenburg († 1391)
- Hermann I. (* 1332/34; † 1385), ⚭ Katharina Kotromanić/Tvartko (* um 1336; † um 1396), Tochter des Königs Stephan II. von Bosnien
- Katharina, ⚭ I. Graf Albert III. von Görz († 1374), ⚭ II. Hans, Truchsess von Waldburg
- Anna († nach 1354), ⚭ Graf Otto IV. von Ortenburg († 1376)

## Erwerbungen
Zu den schon eigentümlichen oder im Lehnsbesitz (hauptsächlich vom Patriarchat Aquileia und vom Bistum Gurk) stehenden Burgen und Herrschaften Lengenburg/Lemberg, Sanneck, Osterwitz/Ojstrica pri Št. Jurju ob Taboru, Schöneck (bei Heilenstein/Polzela), Liebenstein, Rohitsch/Rogatec (1301 gekauft) wurden erworben:
- 1322 die heunburgischen Burgen und Herrschaften im Sann-, Pack- und Schalltal, darunter Schönstein/Šoštanj und Prassberg/Mozirje
- 1322 Veste Kostreinitz (Zgornja? Kostrivnica nahe Rogaška Slatina)
- 1324, (1340?) Veste Helfenberg (Škrlinov Grad, sö. Wöllan/Velenje) (Lehen von Gurk)
- 1324, 1338, 1339 Veste Hörberg (Podsreda, Kozje)
- 1328, 1332, 1334 Veste Flednik/Flödnig/Smlednik (zwischen Kranj und Ljubljana)
- 1331, 1332, 1335 Veste Cilli (nach Fehde mit Konrad von Auffenstein)
- 1334 Veste Eckenstein/Gorizen/Grad Gorica (in Velenje)
- 1334 Vogtei über Güter der Kartause Seiz
- 1336 Vesten Tüffer/Laško, Freudeneck, Klausenstein/Klauzenštajn (Steinbrück/Zidani Most) und Ratschach/Radeče (pfandweise vom Landesfürsten)
- 1336 Veste Furteneck/Forchteneck (Lehen des Stiftes St. Paul), Veste Schalleck/Šalek (Wöllan/Velenje) (Lehen von Gurk)
- 1337, 1339 Veste Neideck (in Krain)
- 1337 Vogtei Oberburg
- 1338 Veste Thurn/Turn bei St. Martin im Schalltal
- 1339, 1341 Veste Montpreis/Planina
- 1339 Veste zu Laibach/Ljubljana
- vor 1340 Veste Siebeneck/Žebnik (bei Ratschach/Radeče)
- 1340, 1341 Veste Presing